# Cantó de Guer
El cantó de Guer (bretó Kanton Gwern-Porc'hoed) és una divisió administrativa francesa situat al departament d'Ar Mor-Bihan a la regió de Bretanya.

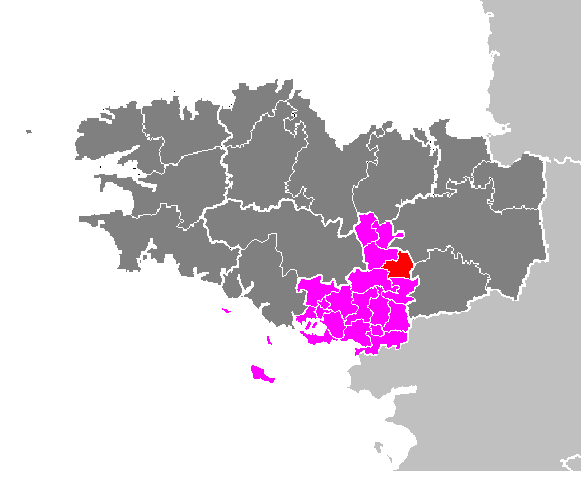
Situació del cantó

## Composició
El cantó aplega 7 comunes :
| Nom francès           | Nom bretó         | Població | km²    | Codi Postal | Codi INSEE |
| Augan                 | Algam             | 1.272    | 40,93  | 56800       | 56006      |
| Beignon               | Benion            | 818      | 24,87  | 56380       | 56012      |
| Guer                  | Gwern-Porc'hoed   | 5.560    | 52,11  | 56380       | 56075      |
| Monteneuf             | Monteneg          | 660      | 30,62  | 56380       | 56136      |
| Porcaro               | Porzh-Karozh      | 510      | 15,73  | 56380       | 56180      |
| Réminiac              | Ruvenieg          | 353      | 12,15  | 56140       | 56191      |
| Saint-Malo-de-Beignon | Sant-Maloù-Benion | 385      | 3,49   | 56380       | 56226      |
| Cantó                 | Gwern-Porc'hoed   | 9558     | 179,90 | -           | 5613       |

## Evolució demogràfica
| 1962   | 1968   | 1975   | 1982  | 1990  | 1999  |
| ------ | ------ | ------ | ----- | ----- | ----- |
| 10.123 | 10.103 | 10.079 | 9.592 | 9.928 | 9.558 |

## Història
| Data d'elecció                           | Identitat             | Partit            | Qualitat |
| ---------------------------------------- | --------------------- | ----------------- | -------- |
| 1994-                                    | Jean-Marie Chadouteau | Partit Socialista |          |
| les dades anteriors no són pas conegudes |                       |                   |          |
|                                          |                       |                   |          |